# Hans-Georg Ullrich

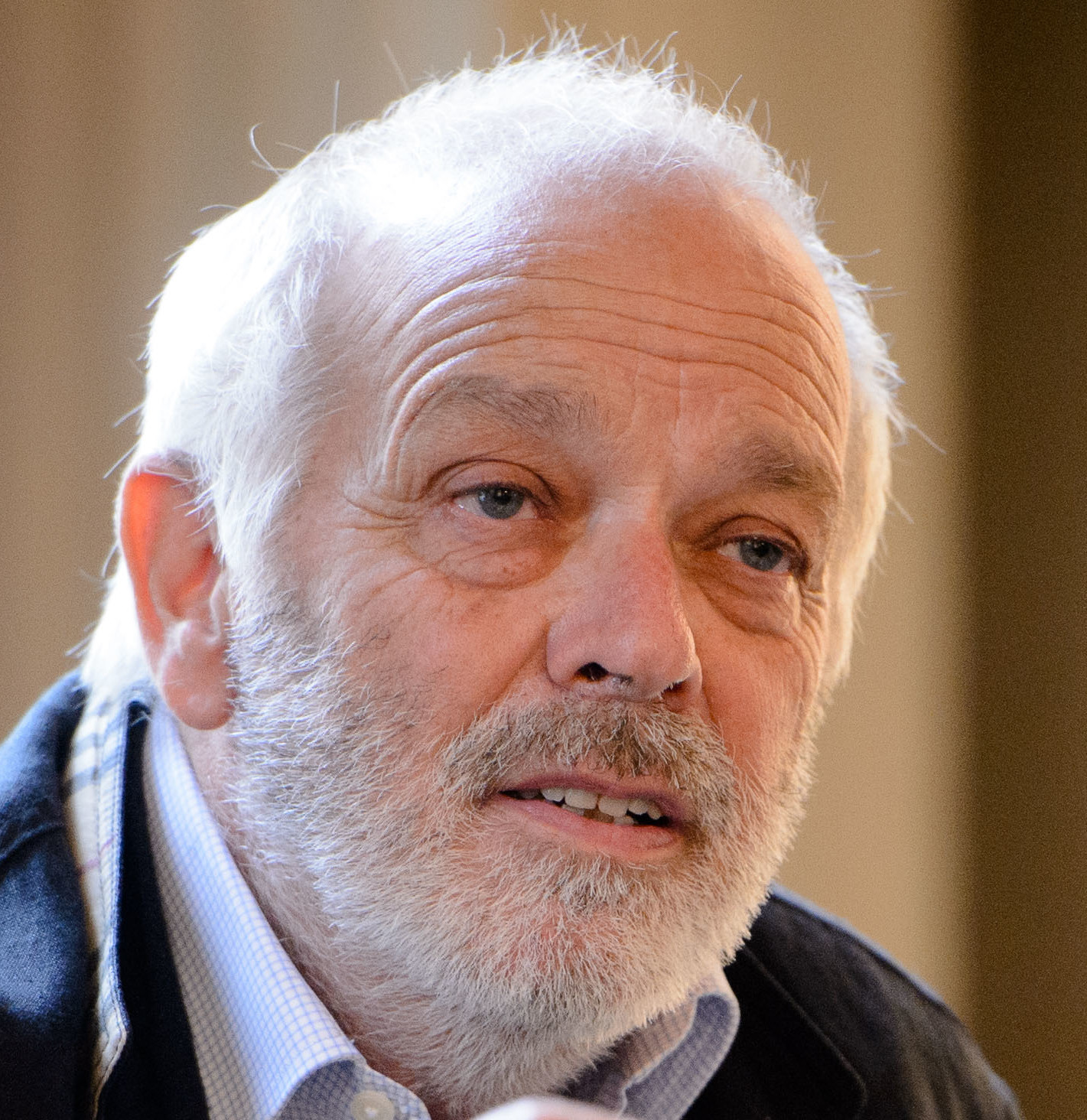
Hans-Georg Ullrich, 2014

Hans-Georg Ullrich (* 1942 in Magdeburg) ist ein deutscher Filmemacher und Kameramann.

## Leben
Ullrich siedelte kurz vor dem Mauerbau 1961 nach West-Berlin über. Dort besuchte er die Fachschule für Fotografie und verbrachte eine Assistenzzeit bei der US-Fernsehgesellschaft CBS. Er schuf einen Film für den deutschen Pavillon auf der Weltausstellung in Osaka 1969, mehrere Industriefilme, darunter eine auf dem Industriefestival von Paris, 1970 preisgekrönte Produktion.
Seit 1972 arbeitet Ullrich mit Detlef Gumm zusammen. Die ersten Kinderfilme der beiden entstanden für die „Sendung mit der Maus“ (WDR). Die Sendereihe „Alltag – Bilder von unterwegs“ des WDR folgte. Die 1973 gegründete Firma Känguruh Film GmbH produziert vorwiegend Dokumentarfilme. In den Filmen von Hans-Georg Ullrich geht es um alltägliche Geschichten. Im Mittelpunkt stehen die „kleinen Leute“. Auf Augenhöhe erzählen die Dokumentarfilme von Menschen unserer Zeit. Ein Meilenstein der dokumentarischen Arbeit von Hans-Georg Ullrich und Detlef Gumm ist die Langzeitbeobachtung „Berlin – Ecke Bundesplatz“ (1986–2012). Dieses Großprojekt dokumentiert Menschen und deren Leben am Berliner Bundesplatz, 2013 wurde es ausgezeichnet mit dem Deutschen Fernsehpreis für „Besondere Leistungen“. Etwa 120 Produktionen hat der Dokumentarfilmer und Kameramann Hans-Georg Ullrich seit 1972 realisiert. Er lebt  in Berlin-Wilmersdorf.

## Filmografie (Auswahl)
- 1979: Deutschlandgeschichten
- 1979: Tomayer fährt weiter
- 1981: Breker oder nichts gelernt
- 1981: Vom Überstehen der Stürme
- 1982: Keine Panik auf Hannibal
- 1983: Drei Wochen Nordost
- 1985: Der Katalog
- 1986: Ein Zirkus voller Abenteuer
- 1986–2012: Berlin – Ecke Bundesplatz
- 1988: Brasilianische Protokolle
- 1991: Von Straßenkindern und grünen Hühnern
- 1992: Friede, Freude, Katzenjammer
- 1993/94: Das Fremde
- 1995/96: Fotos für die Ewigkeit
- 1997/98: Noch mal davongekommen
- 1999: So alt wie das Jahrhundert

## Preise und Auszeichnungen
- Preis des Zweiten Europäischen Umweltfestivals Rotterdam (Keine Panik auf Hannibal)
- Preis der Film- und Fernsehschaffenden der DDR, Leipzig (Breker oder nichts gelernt)
- Preis beim Filmfest Tomar (Drei Wochen Nordost)
- Adolf-Grimme-Preis mit Bronze 1987 (Zirkus voller Abenteuer, zusammen mit Detlef Gumm)
- Deutscher Videopreis 1990 (Zirkus voller Abenteuer)
- Goldener Spatz beim Kinderfilmfestival, Gera (Von Straßenkindern und grünen Hühnern)
- Stern des Jahres AZ, München (Berlin – Ecke Bundesplatz)
- Bürgermedaille Berlin (Berlin – Ecke Bundesplatz)
- Deutscher Fernsehpreis (Berlin – Ecke Bundesplatz)

## Festivalbeteiligungen
Nyon, Berlin, Duisburg, Tokyo, Leipzig, Washington D.C., Tomar, Gera.

## Veröffentlichungen (Auswahl)
- Biographie und Alltagsleben in der dokumentarischen Langzeitbeobachtung „Berlin – Ecke Bundesplatz“ (1989/1991) – Beschreibung und Analyse einer Versuchsanordnung, Magisterarbeit 1992, Claudia Dufke
- Berlin – Ecke Bundesplatz oder wie das Leben so spielt – Das Buch zur TV-Reihe „Berlin – Ecke Bundesplatz“, Henschel Verlag 1999, Peter-Paul Kubitz
- Berlin – Ecke Bundesplatz. Das Buch, Bebra Verlag 2013, Claudia Lenssen